# 審計署 (香港)
審計署（英語：Audit Commission，AC）是香港特別行政區政府轄下的獨立部門，也是香港歷史最悠久的部門之一，於1910年5月成立，專責為政府的帳目核數，部門享有廣泛權力，可查閱各部門的紀錄；要求任何公職人員解釋帳目，提供任何署長認為必須的資料；審計署署長是香港公職人員，根據《香港法例》第122章《核數條例》執行職務時，亦毋須聽命於任何人士或機構，署長職位由行政長官提名，報中華人民共和國國務院委任（根據《核數條例》第3條 ，香港回歸前由香港總督委任）。
現時審計署署長每年向立法會主席呈交3份報告書，一份根據《核數條例》第12條規定，每年要呈交一份政府帳目；以及兩份關乎衡工量值式審計結果。審計署署長報告書會由政府帳目委員會按照《核數條例》第12條和《立法會議事規則》第2501章第72條規定審議。

## 歷史
英國在香港建立殖民地後，1844年委任謝利為首位核數總長，直接英國當時的殖民地帳目核數局局長匯報。自1867年起，香港政府帳目由當地政府負責審計，惟在某些情況下，仍要交由倫敦的主計審計長（Comptroller and Auditor General）審計。
1910年5月，殖民地核數署正式成立，首長為核數長。1947年，該署署長的職銜易名為總監，而代表其出掌屬土核數署的主管的職銜則易名為核數署署長。
隨著英國殖民地政策轉變，1971年年底，總監一職被廢除，設於倫敦的中央核數機構亦關閉。有關方面決定屬土的審計工作應由當地的核數署主管負責，並要求各屬土制定法例，落實這項決定。
香港的《核數條例》於1971年12月制定，具體界定核數署署長的委任、任期、職責及權力，並就政府帳目的審計和報告訂定條文。根據該條例，核數署署長是政府帳目的外部審計師，享有廣泛權力，可查閱政府部門的記錄，也可要求任何公職人員作出解釋，以及提供他認為執行職務所需的資料。在根據該條例執行職責和行使權力時，核數署署長毋須聽命於任何人士或機構或受其控制。
1978年，當時的立法局成立政府帳目委員會，負責審計報告等事宜。1986年，立法局與核數署制定衡工量值的審計準則，正式處理部門的效率問題。
1997年7月1日香港主權移交後，《香港基本法》第58條訂明，香港特別行政區設立審計署，獨立運作，對香港特別行政區行政長官負責，而審計署署長更成為了香港特別行政區政府主要官員之一，行政長官報請國務院任命，核數署遂易名為審計署，首長為審計署署長。

## 歷任首長
審計署成立100多年，首長的職銜時有更替。
| 中文姓名                                    | 英文姓名                         | 任期                        |
| 核數總長（Auditor General）                 | 核數總長（Auditor General）      | 核數總長（Auditor General） |
| ------------------------------------------- | -------------------------------- | --------------------------- |
| 謝利                                        | Adolphus Edward Shelley          | 1844－1846年                |
| 威廉·堅                                     | William Caine, Lieut-Col         | 1846－1854年                |
| 孖沙                                        | William Thomas Mercer            | 1854－1858年                |
| 倫尼                                        | William Hepburn Rennie           | 1858－1870年                |
| 柯士甸                                      | John Gardiner Austin             | 1870－1879年                |
| 馬師，CMG                                   | William Henry Marsh, CMG         | 1879－1887年                |
| 史釗域，LL.D                                | Frederick Stewart, LL.D          | 1887－1890年                |
| 核數長（Auditor）                           |                                  |                             |
| 尼科爾                                      | Hilgrove Clement Nicolle         | 1890－1904年                |
| 費利普斯                                    | Hugh Richard Phelips             | 1904－1930年                |
| 科利森，OBE                                 | Percival Lorimer Collisson, OBE  | 1930－1938年                |
| 波拉德                                      | Arnold Pollard                   | 1938－1948年                |
| 核數署署長／審計署署長（Director of Audit） |                                  |                             |
| 鄭凌志，CBE                                 | Percival Henry Jennings, CBE     | 1948－1955年                |
| 卡特，CBE                                   | Frank Ernest Lovell Carter, CBE  | 1955－1959年                |
| 庫珀，CBE                                   | William John Dupre Cooper, CBE   | 1959－1965年                |
| 白列鼎，OBE                                 | Denis George Britton, OBE        | 1965－1970年                |
| 華爾雅                                      | Percy Thomas Warr                | 1970－1975年                |
| 黎義孚，OBE                                 | Gordon Evershed Lyth, OBE        | 1975－1982年                |
| 司徒勤，OBE                                 | Norman Bertram Stalker, OBE      | 1982－1988年                |
| 韓智，OBE                                   | Robert Jeffrey Hutt, OBE         | 1988－1992年                |
| 鄭寧，OBE                                   | Brian George Jenney, OBE         | 1992－1995年                |
| 陳彥達，SBS，JP                             | CHAN Yin-tat, Dominic, SBS, JP   | 1995－2003年                |
| 鄧國斌，GBS，JP                             | TANG Kwok-bun, Benjamin, GBS, JP | 2003－2012年                |
| 孫德基，GBS，JP                             | SUN Tak-kei, David, GBS, JP      | 2012－2018年                |
| 朱乃璋，JP                                  | Chu Nai-cheung, John, JP         | 2018－2022年                |
| 林智遠，JP                                  | Lam Chi-yuen, Nelson, JP         | 2022－                      |

## 外部連結
- 香港特別行政區政府 審計署 （页面存档备份，存于）
- 《香港法例》第122章《核數條例》